# Aérodrome d'Arbois
 (avril 2025).
 (avril 2025).
Si vous disposez d'ouvrages ou d'articles de référence ou si vous connaissez des sites web de qualité traitant du thème abordé ici, merci de compléter l'article en donnant les références utiles à sa vérifiabilité et en les liant à la section « Notes et références ».
Aérodrome d'Arbois - Villette-lès-Arbois OACI : (LFGD)

## Géographie
L'aérodrome d'Arbois se situait dans le Jura en Franche-Comté sur la RN83 de Besançon-Lons-le-Saunier (Arbois direction Villette-lès-Arbois - le terrain était visible depuis la nationale).
Le terrain ferme au 1er août 2011, par décision du ministre des transports publié au journal officiel le 8 juin 2011.

## Caractéristiques
L'Aéroclub d'Arbois à un statut d'Association loi de 1901 et est à usage restreint. Fréquence radio: 123,50 MHz, en circuit: 122,50 MHz.

## Aérodrome vu du ciel (au centre des photos)

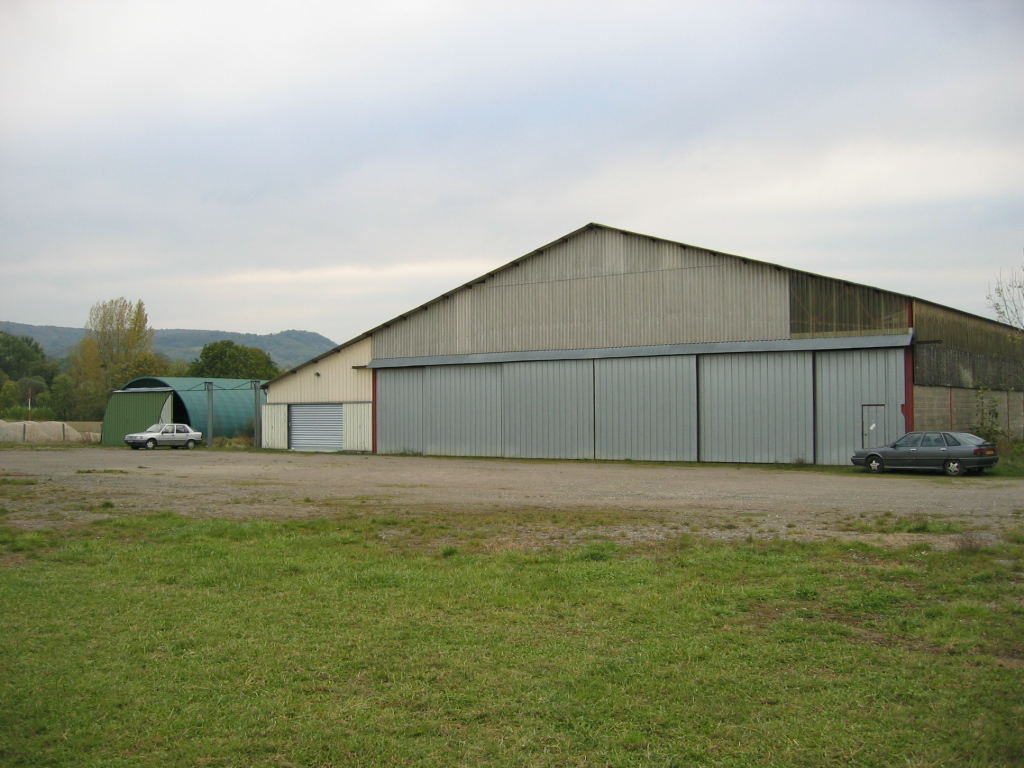
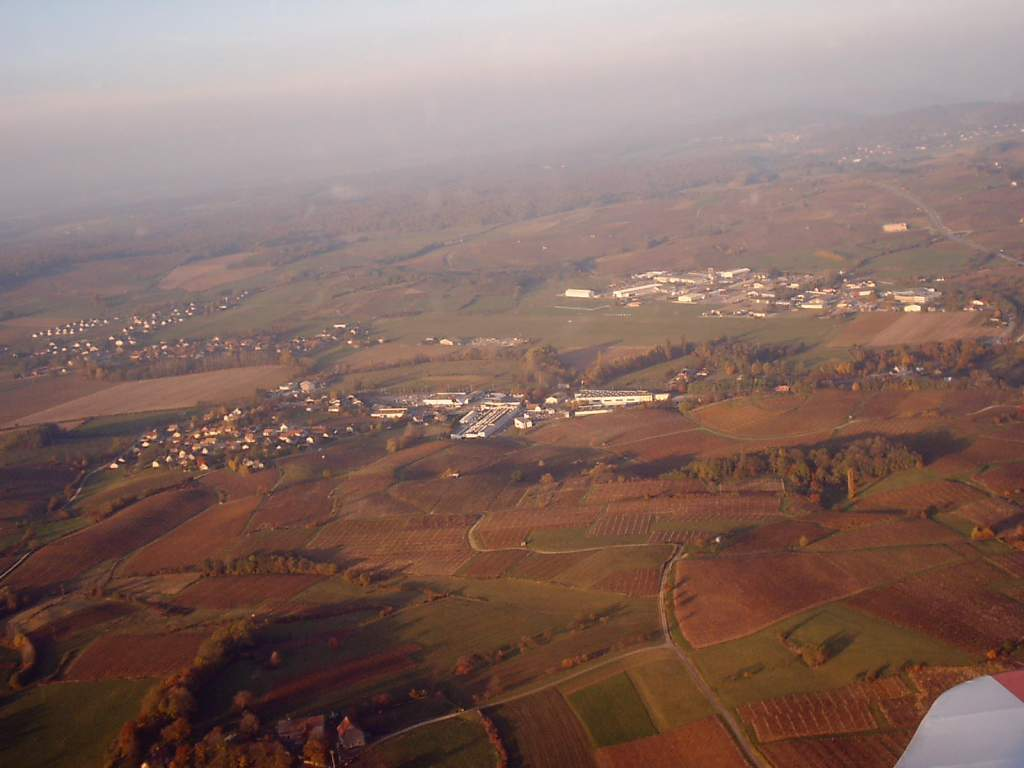
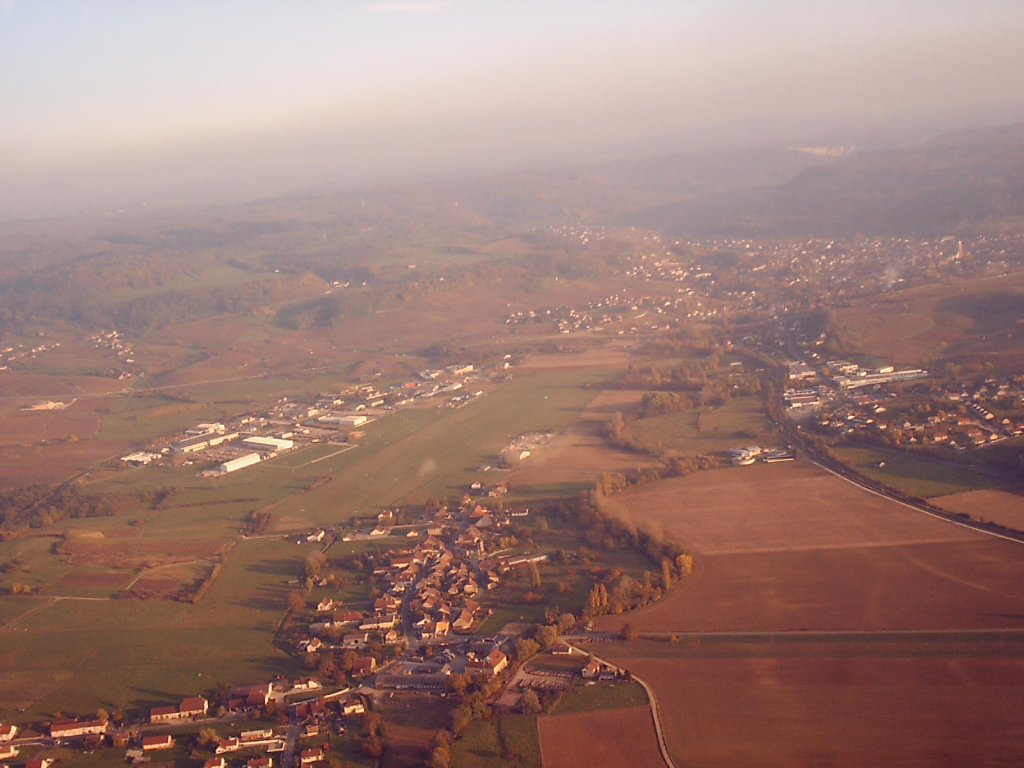
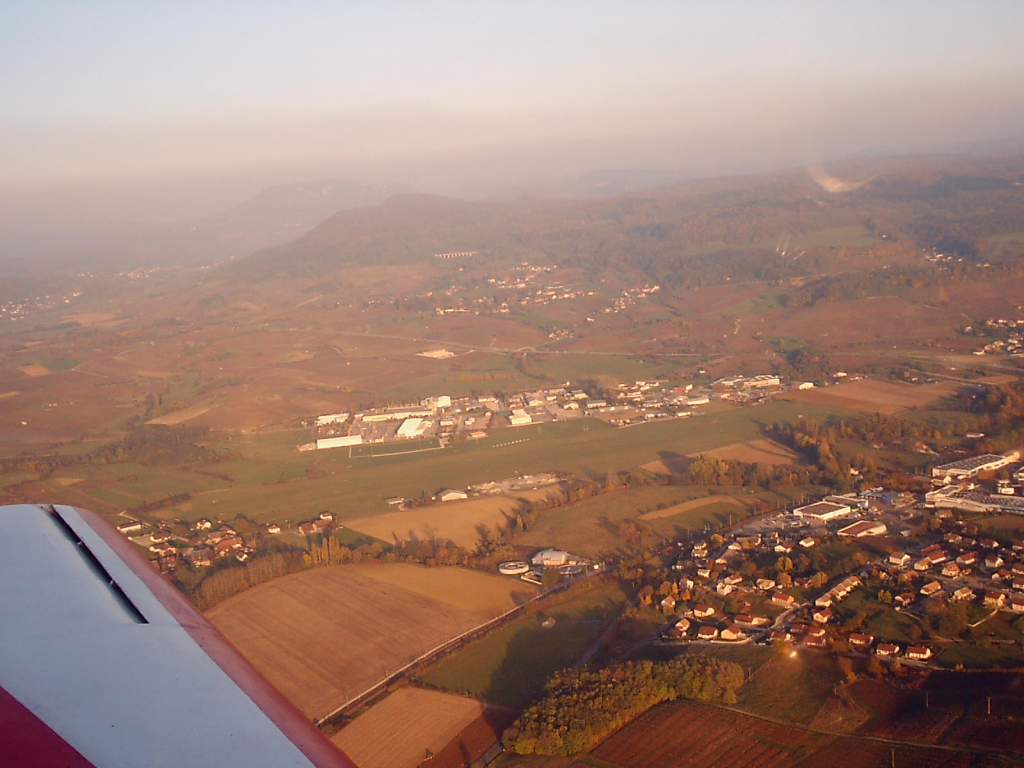

## Aéroclub
- Arbois ULM
- Centre de Vol à Voile Ulm du Jura - C.V.V.U.J. (ex C.V.V.J.) - Créé en 1986